# Giovanni Maria Veraci
Giovanni Maria Veraci (Firenze, ... – 1781) è stato un ingegnere e cartografo italiano del Granducato di Toscana.

## Biografia
Originario di Firenze, nacque tra la fine del XVII e gli inizi del XVIII secolo, e la sua attività come ingegnere delle Regie possessioni granducali è documentata dal 1722. Dal 1º maggio 1729 fu membro dell'Accademia delle arti del disegno, ricoprendo più volte gli incarichi di console e consigliere.
Il 6 luglio 1722 redasse insieme a Giulio Ambrogio Giannetti la Pianta di parte del confine di Pietrabuona con lo Stato di Lucca. Tra il novembre 1722 e l'ottobre 1724 seguì Luigi Guido Grandi nelle visite a Barga e a Gallicano per i lavori del fiume Serchio, mentre tra il 1730 e il 1733 si occupò degli studi sul Bisenzio, circa la terminazione dell'alveo presso la confluenza nell'Arno. Nel 1735 fu ancora al seguito di Grandi nel Valdarno inferiore tra l'Arno e il canale Usciana, presso il padule di Fucecchio: alcuni anni dopo realizzò una serie di proposte illustrate per la sistemazione delle sponde tra Fucecchio e Montecalvoli, danneggiate da un'esondazione; nel 1751 si occupò di alcune opere idrauliche insieme ad Angiolo Maria Mascagni e Antonio Falleri.
Nel 1740 fece parte insieme a Pompeo Neri e Tommaso Perelli di una deputazione costituita per studiare lo stato e le necessità della provincia pisana, e a partire da quello stesso anno coordinò il gruppo di professionisti dello Scrittoio regio, tra i quali Angiolo Mascagni, Giuliano Anastagi, Bernardo Sansone Sgrilli e Giuseppe Soresina, che si occupava del rilevamento e della produzione di mappe e planimetrie delle ville e fattorie granducali. Operò a Grosseto nel 1742 e fu in seguito membro, insieme ad Antonio Falleri, di una commissione atta a risolvere una questione legata ai confini tra Pontremoli e la Repubblica di Genova. Nel 1755 sostituì Luigi Orlandi quale ingegnere dell'Ordine di Santo Stefano, i cui compiti si concentrarono sui lavori idraulici della Valdichiana e sulla gestione dei beni dell'ente nelle province di Firenze e Pisa; dal 1769 gli fu affiancato Giovanni Franceschi quale collaboratore.
Tra il 1758 e il 1759 prese parte alle visite nel territorio grossetano guidate dal matematico Leonardo Ximenes, circa la predisposizione di un progetto di bonifica del lago di Castiglione. La sua attività continuò prolificamente al servizio dello Stato lorenese, dell'ordine e anche di privati, come nel caso della commissione per conto del marchese Feroni in Valdinievole. Si oppose più volte alle proposte dello Ximenes, spesso operando soluzioni contrarie a quelle predisposte dal matematico. Morì nel 1781.